# ゴルザ
ゴルザとは、特撮テレビドラマ『ウルトラマンティガ』をはじめとする「ウルトラシリーズ」に登場する架空の怪獣。別名は超古代怪獣。
頭部や顔の外側や喉元を覆う鎧のような皮膚が特徴。

## 『ウルトラマンティガ』に登場するゴルザ
『ウルトラマンティガ』第1話「光を継ぐもの」に登場。
太古の昔から地中で生きてきた怪獣。ユザレは「大地を揺るがす怪獣」と呼ぶ。怪力を誇り、地中を掘り進んで移動する。モンゴル平原の地中から突如その姿を現し、パトロール中だったGUTS隊員を驚かせる。その時は信号弾に驚いて地中へ戻るが、その後は秋田県北部に出現してティガの地のピラミッドにてメルバと合流し、額から出す超音波光線によってピラミッドを消し去る。さらにピラミッド内にあった3体の巨人の石像のうち2体を破壊してゆくが、石像の1体（ティガ）はGUTS隊員のダイゴと融合して復活する。メルバと協力してティガと戦うが、ティガ・パワータイプのウルトラバックブリーカーとウルトラリフターの連続攻撃の力に圧倒され、地中を掘って逃走する。
- スーツアクター：三宅敏夫[出典 2]
- デザインは丸山浩[9][12]。初稿の評判がいまひとつであったため、2稿以降はガラッと変えて決定稿までその方向性になったという[13]。開閉式の頭部は、地中の潜航時に閉じるという設定だったが、映像ではあまり活かされなかった[14][13]。キャラクターのイメージはゴメス、メルバの方はリトラだったとのこと[15]。目つきや口元などの顔の造型は、ジェロニモンをイメージしている[12]。超古代怪獣の共通項とされる岩石状のディテールは当初メルバにはなく、大きくしたその覗き穴を隠すためにゴルザの頭部と同じデザインが取り入れられ、ガルラ以降の共通ディテールとして用いられた[12]。
- 準備稿やプロットの段階では「オルゴ」という名称が振られていた[16]。
- 第1話の脚本を担当した右田昌万は、かつて手掛けた『電光超人グリッドマン』や『平成ウルトラセブン』では低予算から怪獣が都市に出現するようなシーンは描写しておらず、本作品でも当初は描いていなかったが、会議で助監督に「怪獣ものなのになぜ群衆シーンがないのか」と指摘され、ゴルザが市街に出現するシーンが加えられた[17][18]。なお、右田はその指摘を受けた際、「本当にそういったシーンを入れても良いのか」と驚きを隠せなかったことを明かしている[17][18]。
- 決定稿の初稿では「ゴルザを恐竜と認識したダイゴとレナが、名前を『レナザウルス』にするか『ダイゴザウルス』にするかで言い争う」展開が描かれていた[17][18]。
- 準備稿の段階での別名は「地鳴剛獣」であった[17][18]。
- 第2話の脚本（決定稿）のラストは第1話と直結しており、ムナカタが「ゴルザ以外に怪獣が出てくるとは予想もしていなかった」と語る展開が存在していた[17][18]。
- 第51話の脚本では、第1話においてゴルザを初めて目撃した当時の思い出をダイゴとレナが語り合う場面が存在していた[10][11]。

### ゴルザ（強化）
第18話「ゴルザの逆襲」に登場。資料によっては、ゴルザIIと表記される。
第1話でティガから逃げて地底に逃れたゴルザが霧門岳の地底でマグマエネルギーを吸収し、自らを強化した姿。胸部と背中と両足に赤色の筋が浮き出るなど、容姿に変化が見られる。
霧門岳の地底で反撃の機会を待ちつつ眠っていたところ、GUTSの新兵器モンスターキャッチャーを撃ち込まれて目を覚まし、活動を再開したうえにピーパーの追従式ドリルビームを受けて地表に現れる。強化した身体はGUTSの兵器でも歯が立たない強固さを誇り、額からの超音波光線も超高熱熱線に強化されている。さらに新たな能力として、胸で敵の光線を吸収してエネルギーにする能力を身に付けている。ティガ・マルチタイプの攻撃を受け付けず、ハンドスラッシュも吸収して苦戦させ、パワータイプに移行されると劣勢に転じるが、それでも戦闘を続行できるスタミナの高さを発揮し、デラシウム光流をも吸収する。しかし、ティガ電撃パンチによる連続攻撃で致命傷を負い、最後はゼペリオン光線を傷口に受けて絶命する。亡骸はティガにより、噴火する霧門岳の火口へ投棄される。
- スーツアクター：三宅敏夫[10][11]
- 着ぐるみはゴルザの改造[21]。元のゴルザのデザイン画を塗り替え、造形でマグマの広がりのようなテクスチャーを入れている[14][22]。
- 当初の脚本「深い記憶からの目覚め」では、古代怪獣は人類によって造られた存在であることが明かされるという展開だった[注釈 2]が、設定上分かりづらい部分があったため、見送られた[出典 6]。その前身となった脚本「深い記憶」に登場する超古代の科学者[注釈 3]は、第45話に登場する超古代人ヌークの原型となった[17][18]。
- 特技監督の神澤信一は、第1話から離れた話数となったことからその続きの話とすることに関して「前の話を見ていないと分からない話はやりたくない」という理由から反対していたといい、完成作品でも名前の言及があるだけで第1話での動向については特に触れられていない[17][18]。
- 最初期に書かれた脚本では「モンスターキャッチャーを撃ち込まれたゴルザの尾がちぎれてGUTSがそちらを追跡している間に、ゴルザ本体がダイブハンガーを襲う」という展開も存在した[17][18]。
- 後にこの形態のゴルザは、『大怪獣バトル ULTRA MONSTERS』および『ウルトラギャラクシー大怪獣バトル』で名称や設定が若干変更された形で再登場する（ファイヤーゴルザを参照）。

### 『ウルトラマンティガ THE FINAL ODYSSEY』に登場するゴルザ
『ウルトラマンティガ THE FINAL ODYSSEY』（2000年）に登場。
3,000万年前の地球の場面において、闇の力が大量に生み出した怪獣として5体が登場。当時の地球の超古代文明を破壊し、光の巨人らと戦いを繰り広げた結果、ほとんどの個体が滅亡したことが語られる。
- スーツアクター：森英二[27]
- 書籍によっては、『ティガ』や『ダイナ』に登場した個体はこの時の生き残りと推測されている[28]。

## ゴルザII
『ウルトラマンダイナ』第43話「あしなが隊長」に登場。
ゴルザの細胞が何者かに命を与えられて強化再生したと思われる個体。霧門岳の地底で噴火を誘発させ、ネオドリルビームを受けて霧門岳から地上に再出現し、破壊活動を開始する。顔が小さめになり、下顎から垂直に突き出た牙が若干斜め手前に傾いており、両腕が大きくなっているなど、容姿は『ティガ』登場時と大きく変わっている。
口から朱色の光線を放つ能力を持ち、これでムカイ班長の乗るコネリー07を撃墜する。TPC中戦車部隊の砲撃やテライ式熱線砲車の熱線、スーパーGUTSのガッツディグのアトミックサンダーなどの攻撃では微動だにせず、ダイナをもその強力なパワーとそれを活かした張り手と太い尻尾を使った攻撃、そして熱線によって追いつめる。その戦いぶりには余裕がうかがえ、ダイナの打撃攻撃を軽く受け流したり、足や尻尾を用いた足払いをかけて転倒させたりしている。
ビームスライサーを胸で吸収して自身のエネルギーに変え、ソルジェント光線のエネルギーを吸収して火炎と混ぜて強化した熱線を口から放射するなどしてダイナを圧倒するが、ヒビキの「怒りの気持ちをコントロールできて初めて人間はもっと強くなれる」という言葉が脳裏によぎったことで冷静さを取り戻したダイナのフラッシュチョップを腹部に受け、同じところにもう一度通常時とはエフェクトの異なるソルジェント光線を受けて絶命する。
復活させた黒幕は不明で、カリヤはスフィアの仕業ではないかと推測する。書籍ではそのために復活したともされているが、断定はされていない。
- スーツアクター：三宅敏夫[出典 11]
- 着ぐるみは新造[32][35]。当初は、新規デザインのゴルザが用意されていたが、監督の満留のアイデアで造形スタッフでオリジナルのゴルザを現場アレンジしている[出典 12]。平成ゴジラを意識したデザインアレンジがなされており、初代と比べて頭部が小さく、腕が大きくなっている[39][35]。
- 第43話の原案および特技監督を務めた満留浩昌は、脚本を通すための策略として人気怪獣のゴルザを登場させたが、シナリオ会議では狙いとは逆に「ゴルザである必要性」を問われてしまったという[40][41]。満留はそれに対して「人気怪獣が出ればお客さんも喜ぶ」と通したが、「作戦ミス」であったと述懐している[40][41]。

## 『ウルトラギャラクシー大怪獣バトル』に登場するゴルザ
『ウルトラギャラクシー大怪獣バトル』第2話「五人目のクルー」に登場。
テレスドンと組んでゴモラと戦うが、リトラの攻撃に連携を崩される。テレスドンが倒された後もゴモラに立ち向かうが、飛び蹴りを受けて苦しんでいるところに超振動波を受けて倒される。
- スーツアクター：寺井大介[要出典]
- オープニングではベロクロンと対決している。

## 『大怪獣バトル ULTRA MONSTERS』に登場するゴルザ
『大怪獣バトル ULTRA MONSTERS』第1話「異次元からの招待状」、第2話「怪獣対珍獣」、第4話「赤き荒野にムチがうなる」に登場。
本作品では主人公が戦う最初の敵として登場。バトルナイザーを手にした主人公の前に突如ガンQと共に市街地に出現し、バトルナイザーから現れた怪獣と戦って倒される。その後、第2話でレッドキング、第4話でツインテールの応援怪獣としてそれぞれ登場し、こちらでも倒される。
ステータスはアタックやパワーが高く、スピードにやや劣るが、全体的にバランスが取れている。必殺技は原作通りの「超音波光線」があり、このうち超音波エネルギーを頭部に溜めてから放つものは、「最大超音波光線」と区別されている。このほか、原作では見せなかった全力の殴りつけ攻撃「こんしんのパンチ」が存在する。NEOよりメルバとタッグを組むことで「ソニックメルバニックレイ」というタッグ必殺技を放つことが可能になっており、NEO第5弾より新必殺技として頭部に超音波エネルギーを集めて頭突きで攻撃する「ソニックヘッドバット」が追加された。

## ファイヤーゴルザ
ゴルザの強化形態。設定はゴルザ（強化）を踏襲しており、デザインも同一である。ただ、額からの光線が「強化超音波光線」になり、光線吸収能力を使用していないという相違点がある。

### 『ウルトラギャラクシー大怪獣バトル』に登場するファイヤーゴルザ
『ウルトラギャラクシー大怪獣バトル』第5話「ベラルゴシティの罠」に登場。
ファイヤーマグマエネルギーを蓄え、戦闘力が格段に向上した個体であり、ケイトによって操られる。ベラルゴシティに出現し、冒頭ではサドラの群れを瞬時に葬り去る。ゴモラとの戦闘でも強靭な皮膚で超振動波攻撃に耐え、額からの強化超音波光線で苦戦させるが、ヒュウガとハルナのドラゴンスピーダーの攻撃で隙を作られ、逆転したゴモラの超振動波（ゼロシュート）を受けてしまう。それでも力ずくでゴモラを引き剥がしたものの最終的に力尽き、敗北する。ケイトに「敗北した怪獣には死あるのみ」と切り捨てられ、彼女が操るガンQの怪光線を受けて爆死する。
- スーツアクター：寺井大介[要出典]
- 書籍によっては今作が初登場とされているものもある[46]。

### 『大怪獣バトル ウルトラ銀河伝説 THE MOVIE』に登場するファイヤーゴルザ
『大怪獣バトル ウルトラ銀河伝説 THE MOVIE』に登場。
ウルトラマンベリアルのギガバトルナイザーの力で怪獣墓場から復活し、ベリアル軍団の1体となる。怪獣墓場でウルトラ戦士やレイたちを迎え撃ち、ガッツ星人やメトロン星人らと共にウルトラセブンを襲うが、最後はウルトラマンゼロに倒される。
なお、この個体とは別に初代ゴルザが百体怪獣ベリュドラの体を構成する怪獣の1体となっている。

### 『大怪獣バトル ULTRA MONSTERS』に登場するファイヤーゴルザ
『EX』第7弾から登場。ステータスはゴルザからアタックとディフェンスが上昇しており、バランスの良さも引き継いでいる。今作では光線を吸収する能力は実装されていない。必殺技は、超音波光線の強化版に当たる「強化超音波光線」のほか、炎をまとった高熱のパンチ「マグマパンチ」、強力な頭突き攻撃「こんしんの頭突き」といった新技を持つ。

### 『ウルトラマンギンガS』に登場するファイヤーゴルザ（SD）
『ウルトラマンギンガS』第6話「忘れ去られた過去」、第7話「発動！ マグネウェーブ作戦」に登場。
アンドロイド・ワンゼロがモンスライブし、ギンガとゴモラ（SD）の戦いに乱入する。ギンガストリウムも圧倒するパワーと強化超音波光線でギンガを狙うが、ゴモラ（SD）に阻止されるとそのまま対決し、尻尾を引きちぎった末に強化超音波光線で返り討ちにする。その後、現れたビクトリーとの一騎討ちでは、渾身の強化超音波光線を放とうとしたところをEXレッドキングナックルで殴られて爆発し、スパークドールズをワンゼロに回収される。
第7話ではガンQ（SD）にモンスライブ中だったガッツ星人ボルスト（SD）が、自らの分身能力を利用した分身体でモンスライブし、ギンガと対決する。ボルストのものと思われる両腕からの金縛り光線でギンガを足止めして苦しめるが、本体がモンスライブしていたガンQ（SD）の敗北に動揺した隙にギンガストリウムのM87光線を受けて倒される。スパークドールズはガンQ（SD）共々すかさず回収され、メルバ、レイキュバス、超コッヴと共にファイブキング（SDU）への変貌を遂げる。
- スーツアクター：力丸佳大[要出典]
- 『ウルトラマンギンガ』第1話では、ダークスパークウォーズのイメージシーンに登場してウルトラマンティガと戦うが、ダークスパークの力によってほかの怪獣やウルトラ戦士もろともスパークドールズに変えられるシーンがある。

### ゴーグファイヤーゴルザ
映画『劇場版 ウルトラマンX きたぞ!われらのウルトラマン』に登場。
ザイゴーグの背鰭のトゲからゴーグアントラーと共に派生した閻魔分身獣。体色が青みを帯びているほか、体を球体状に変形させて攻撃する能力を持っている。また、頭部から撃ち出す超音波光線を武器とする。ザイゴーグやゴーグアントラーと共にウルトラマンエックス・初代ウルトラマン・ウルトラマンティガと3対3の乱戦を繰り広げた後、初代ウルトラマンと格闘戦を繰り広げる。
初代ウルトラマンとの格闘戦では球体形態に変形しての突撃で追い詰めるが、アスナがジオバズーカで放ったゴモラ振動砲とワタルがランドマスケッティで放ったゼットンレールキャノンを受けて変形を解除され、最後は初代ウルトラマンのスペシウム光線を浴びせられてその場に倒れ込み、全身が溶岩と化して消滅する。
- スーツアクター：新井宏幸
- デザイン画は球状形態のみが新規に描かれ、全身の配色案はファイヤーゴルザのスーツの画像を加工している[56][57]。配色は青鬼をイメージしており、赤鬼をイメージしたゴーグアントラーと対になっている[58]。球状形態への変形は、脚本を担当した中野貴雄の提案による[58]。
- ゴルザの登場はウルトラマンティガにちなんだものだが、監督の田口清隆はあえて最終的な対戦相手を初代ウルトラマンにしている[59]。戦いの決着は、映画『椿三十郎』をモチーフとしている[60]。

## その他
- 『ウルトラゾーン』の第5話のアイキャッチでは、ゴルザが男性と手をつないで芝生の上で寝そべる姿が描かれている[61]。
- AKB48の27枚目のシングル「ギンガムチェック」のPVにファイヤーゴルザが登場[62]。東京に出現するが、74式戦車などによる攻撃で倒される。
- 『ウルトラマンZ』第2話では、ゲネガーグの襲来以降に目覚めた地球の怪獣の1体として名前が挙げられている。出現場所はモンゴル。
- 『ウルトラマントリガー NEW GENERATION TIGA』に登場する壁画にはゴルザをイメージしたものが描かれている[63]。
- 『ウルトラ怪獣擬人化計画』にて擬人化された。
- ライブステージ
  - 『ウルトラマンフェスティバル2004』のライブステージ第2部「N〜もう一つの光〜」では、ダークザギによってドラコ、バキシム、ザムリベンジャーと共に召喚されるが、ウルトラマンティガとウルトラマンダイナの「TDスペシャル」を受けて倒される。後半でもザギによってドラコ、ゴメス、ザムリベンジャーと共に召喚されるが、冒頭同様ティガとダイナに倒される。
  - 『ウルトラマンフェスティバル2011』のライブステージ第1部では、ゾイガー、カオスヘッダー・イブリース、キングザウルス三世と共に登場する。
  - 『ウルトラマンフェスティバル2012』のライブステージ第1部では、バット星人の仕向けた怪獣軍団の1体として登場。ウルトラマンゼロがほかの怪獣軍団と戦っている隙に、ウルトラマンコスモスを体内に吸収して人質に取ったままゼロに襲いかかるが、ゼロがダイナとコスモスの能力を受け継いでパワーアップしたストロングコロナゼロのパワーに圧倒され、コスモスを救出されて倒される。
- 玩具展開
  - 玩具『ウルトラマン超闘士鎧伝』では、ダークベンゼン率いる怪獣軍団の1体として登場。遺跡を訪れたウルトラマンゼアスに、メルバと共に襲いかかる。
  - データカードダス『大怪獣ラッシュ ウルトラフロンティア』では、ゴルザがプラズマソウルを取りこんだプラズマ怪獣として第2弾から登場。
- 登場が予定されていた作品
  - 『ウルトラマンX』第1話の初稿ではメイン怪獣としてファイヤーゴルザが登場する予定であったが、メイン監督の田口清隆の意向によってオリジナル怪獣のデマーガに変更された[出典 18]。